# Wapen van paus Paulus VI
Het wapen van paus Paulus VI (1897-1978, paus van 1963-1978) toont een veld van keel met daarop zes zilveren bergtoppen en drie fleurs-de-lys. De pauselijke rang wordt door de pauselijke tiara en de sleutels van de Heilige Petrus gesymboliseerd. 
Het wapen werd vormgegeven door Bruno Bernard Heim naar een zestiende-eeuws ontwerp van het familiewapen van de familie Montini. De afgebeelde bergen verwijzen naar die achternaam. Paulus' opvolger paus Johannes Paulus I zou - omdat hij zelf uit de bergen afkomstig was, en omdat hij zich vernoemde naar zijn voorganger - de bergen uit dit wapen overnemen op zijn eigen wapen.